# بلدة سالم (مقاطعة ألغن)
سالم، مقاطعة ألغن (بالإنجليزية: Salem Township, Allegan County, Michigan)‏ هي بلدة تقع بولاية ميشيغان في الولايات المتحدة. تبلغ مساحتها 93.3 (كم²)، وترتفع عن سطح البحر 203 م، بلغ عدد سكانها 4446 نسمة في عام تعداد الولايات المتحدة 2010 حسب إحصاء مكتب تعداد الولايات المتحدة وتصل الكثافة السكانية فيها 48.1 نسمة/كم2.

## وصلات خارجية
- www.salemtownship.org
- The US50 - Cities and Towns in Michigan State
- Michigan Cities and Towns, Facts, Map, Flag, Colleges, Government, and More